# Stan Kirsch
Stan Kirsh, nome completo Stanley Benjamin Kirsch (New York, 15 luglio 1968 – Los Angeles, 11 gennaio 2020), è stato un attore e regista statunitense, famoso per aver interpretato il ruolo di Richie Ryan per il telefilm Highlander.

## Biografia
Inizia a recitare all'età di quattro anni nelle pubblicità televisive delle zuppe Campbell's. Tra le prime apparizioni di Kirsch troviamo anche la serie televisiva di breve durata Riders in the Sky e la soap opera General Hospital nel 1992. Il successo arriva grazie alla serie televisiva Highlander con il personaggio "Richie Ryan", serie in cui recita dal 1992 al 1997. Lascia la serie come cast regolare nell'episodio finale della quinta stagione, ma appare anche come guest star nell'episodio finale della serie.
Kirsch fa il suo debutto come regista e produttore con il film Straight Eye: The Movie nel 2004. È apparso come guest star in alcune serie televisive di successo come JAG - Avvocati in divisa, In tribunale con Lynn e Friends.
L'11 gennaio 2020 viene ritrovato impiccato, all'età di 51 anni, nella propria casa di Los Angeles.

## Filmografia

### Cinema
- Shark in a Bottle (1998)
- Reason Thirteen (1998)
- The Flunky (2000)
- Straight Eye: The Movie (come attore, produttore e regista) (2004)
- Shallow Ground (2004)
- Deep Rescue (2005)

### Televisione
- Riders in the Sky (1991)
- CBS Schoolbreak Special (1992)
- The Streets of Beverly Hills (episodio pilota) (1992)
- Highlander (1992-1997)
- Friends (1995)
- ABC Afterschool Special (1995)
- Home Song (1996)
- JAG - Avvocati in divisa (1996, 2001)
- The Sky's on Fire (1998)
- The Love Boat: The Next Wave (1999)
- In tribunale con Lynn (2000)
- First Monday (2002)